# Eleições legislativas portuguesas de 1983 no distrito de Évora
| Eleições legislativas portuguesas de 1983 Distritos: Aveiro \| Beja \| Braga \| Bragança \| Castelo Branco \| Coimbra \| Évora \| Faro \| Guarda \| Leiria \| Lisboa \| Portalegre \| Porto \| Santarém \| Setúbal \| Viana do Castelo \| Vila Real \| Viseu \| Açores \| Madeira \| Estrangeiro |

## Resultados por Concelho
Os resultados nos concelhos do Distrito de Évora foram os seguintes:

### Alandroal
| Partido                 | Partido                                         | Votos | %               | +/-  |
| ----------------------- | ----------------------------------------------- | ----- | --------------- | ---- |
|                         | Aliança Povo Unido                              | 3 119 | 57,35 / 100,00  | 3,40 |
|                         | Partido Socialista                              | 1 049 | 19,29 / 100,00  | 5,15 |
|                         | Partido Social Democrata                        | 744   | 13,68 / 100,00  | -    |
|                         | Centro Democrático Social                       | 205   | 3,77 / 100,00   | -    |
|                         | Partido Comunista dos Trabalhadores Portugueses | 55    | 1,01 / 100,00   | 0,22 |
|                         | Outros                                          | 136   | 2,50 / 100,00   |      |
| Votos Inválidos         | Votos Inválidos                                 | 131   | 2,41 / 100,00   | 0,32 |
| Total                   | Total                                           | 5 439 | 100,00 / 100,00 |      |
| Eleitorado/Participação | Eleitorado/Participação                         | 6 589 | 82,55 / 100,00  | 7,13 |

### Arraiolos
| Partido                 | Partido                   | Votos | %               | +/-  |
| ----------------------- | ------------------------- | ----- | --------------- | ---- |
|                         | Aliança Povo Unido        | 3 610 | 58,51 / 100,00  | 3,58 |
|                         | Partido Socialista        | 1 062 | 17,21 / 100,00  | 3,12 |
|                         | Partido Social Democrata  | 963   | 15,61 / 100,00  | -    |
|                         | Centro Democrático Social | 216   | 3,50 / 100,00   | -    |
|                         | Outros                    | 174   | 2,81 / 100,00   |      |
| Votos Inválidos         | Votos Inválidos           | 145   | 2,35 / 100,00   | 0,78 |
| Total                   | Total                     | 6 170 | 100,00 / 100,00 |      |
| Eleitorado/Participação | Eleitorado/Participação   | 7 085 | 87,09 / 100,00  | 4,38 |

### Borba
| Partido                 | Partido                   | Votos | %               | +/-  |
| ----------------------- | ------------------------- | ----- | --------------- | ---- |
|                         | Aliança Povo Unido        | 2 559 | 45,04 / 100,00  | 1,47 |
|                         | Partido Socialista        | 1 688 | 29,71 / 100,00  | 9,15 |
|                         | Partido Social Democrata  | 777   | 13,68 / 100,00  | -    |
|                         | Centro Democrático Social | 305   | 5,37 / 100,00   | -    |
|                         | União Democrática Popular | 69    | 1,21 / 100,00   | 0,07 |
|                         | Outros                    | 130   | 2,28 / 100,00   |      |
| Votos Inválidos         | Votos Inválidos           | 153   | 2,69 / 100,00   | 0,38 |
| Total                   | Total                     | 5 681 | 100,00 / 100,00 |      |
| Eleitorado/Participação | Eleitorado/Participação   | 6 669 | 85,19 / 100,00  | 5,80 |

### Estremoz
| Partido                 | Partido                   | Votos  | %               | +/-  |
| ----------------------- | ------------------------- | ------ | --------------- | ---- |
|                         | Aliança Povo Unido        | 4 675  | 39,09 / 100,00  | 2,47 |
|                         | Partido Social Democrata  | 2 936  | 24,55 / 100,00  | -    |
|                         | Partido Socialista        | 2 832  | 23,68 / 100,00  | 4,54 |
|                         | Centro Democrático Social | 770    | 6,44 / 100,00   | -    |
|                         | Outros                    | 416    | 3,47 / 100,00   |      |
| Votos Inválidos         | Votos Inválidos           | 330    | 2,76 / 100,00   | 0,52 |
| Total                   | Total                     | 11 959 | 100,00 / 100,00 |      |
| Eleitorado/Participação | Eleitorado/Participação   | 14 471 | 82,64 / 100,00  | 6,16 |

### Évora
| Partido                 | Partido                   | Votos  | %               | +/-  |
| ----------------------- | ------------------------- | ------ | --------------- | ---- |
|                         | Aliança Povo Unido        | 14 581 | 43,76 / 100,00  | 1,96 |
|                         | Partido Socialista        | 8 288  | 24,87 / 100,00  | 4,26 |
|                         | Partido Social Democrata  | 6 995  | 20,99 / 100,00  | -    |
|                         | Centro Democrático Social | 1 775  | 5,33 / 100,00   | -    |
|                         | Outros                    | 993    | 2,98 / 100,00   |      |
| Votos Inválidos         | Votos Inválidos           | 689    | 2,07 / 100,00   | 0,17 |
| Total                   | Total                     | 33 321 | 100,00 / 100,00 |      |
| Eleitorado/Participação | Eleitorado/Participação   | 39 899 | 83,51 / 100,00  | 5,83 |

### Montemor-o-Novo
| Partido                 | Partido                   | Votos  | %               | +/-  |
| ----------------------- | ------------------------- | ------ | --------------- | ---- |
|                         | Aliança Povo Unido        | 8 288  | 58,38 / 100,00  | 0,89 |
|                         | Partido Socialista        | 2 548  | 17,95 / 100,00  | 4,31 |
|                         | Partido Social Democrata  | 2 330  | 16,41 / 100,00  | -    |
|                         | Centro Democrático Social | 394    | 2,78 / 100,00   | -    |
|                         | Outros                    | 422    | 2,99 / 100,00   |      |
| Votos Inválidos         | Votos Inválidos           | 215    | 1,51 / 100,00   | 0,12 |
| Total                   | Total                     | 14 197 | 100,00 / 100,00 |      |
| Eleitorado/Participação | Eleitorado/Participação   | 16 241 | 87,41 / 100,00  | 4,55 |

### Mora
| Partido                 | Partido                   | Votos | %               | +/-  |
| ----------------------- | ------------------------- | ----- | --------------- | ---- |
|                         | Aliança Povo Unido        | 2 590 | 51,71 / 100,00  | 2,60 |
|                         | Partido Social Democrata  | 1 124 | 22,44 / 100,00  | -    |
|                         | Partido Socialista        | 794   | 15,85 / 100,00  | 4,38 |
|                         | Centro Democrático Social | 294   | 5,87 / 100,00   | -    |
|                         | Outros                    | 105   | 2,10 / 100,00   |      |
| Votos Inválidos         | Votos Inválidos           | 102   | 2,04 / 100,00   | 0,12 |
| Total                   | Total                     | 5 009 | 100,00 / 100,00 |      |
| Eleitorado/Participação | Eleitorado/Participação   | 5 887 | 85,09 / 100,00  | 5,05 |

### Mourão
| Partido                 | Partido                   | Votos | %               | +/-  |
| ----------------------- | ------------------------- | ----- | --------------- | ---- |
|                         | Aliança Povo Unido        | 726   | 35,35 / 100,00  | 1,39 |
|                         | Partido Socialista        | 664   | 32,33 / 100,00  | 8,15 |
|                         | Partido Social Democrata  | 469   | 22,83 / 100,00  | -    |
|                         | Centro Democrático Social | 67    | 3,26 / 100,00   | -    |
|                         | Outros                    | 62    | 3,02 / 100,00   |      |
| Votos Inválidos         | Votos Inválidos           | 66    | 3,21 / 100,00   | 0,67 |
| Total                   | Total                     | 2 054 | 100,00 / 100,00 |      |
| Eleitorado/Participação | Eleitorado/Participação   | 2 707 | 75,88 / 100,00  | 7,94 |

### Portel
| Partido                 | Partido                                         | Votos | %               | +/-  |
| ----------------------- | ----------------------------------------------- | ----- | --------------- | ---- |
|                         | Aliança Povo Unido                              | 3 167 | 59,03 / 100,00  | 1,93 |
|                         | Partido Socialista                              | 1 008 | 18,79 / 100,00  | 4,68 |
|                         | Partido Social Democrata                        | 725   | 13,51 / 100,00  | -    |
|                         | Centro Democrático Social                       | 111   | 2,07 / 100,00   | -    |
|                         | Partido Comunista dos Trabalhadores Portugueses | 54    | 1,01 / 100,00   | 0,44 |
|                         | Outros                                          | 135   | 2,52 / 100,00   |      |
| Votos Inválidos         | Votos Inválidos                                 | 165   | 3,08 / 100,00   | 1,07 |
| Total                   | Total                                           | 5 365 | 100,00 / 100,00 |      |
| Eleitorado/Participação | Eleitorado/Participação                         | 6 608 | 81,19 / 100,00  | 7,92 |

### Redondo
| Partido                 | Partido                   | Votos | %               | +/-  |
| ----------------------- | ------------------------- | ----- | --------------- | ---- |
|                         | Aliança Povo Unido        | 2 439 | 45,80 / 100,00  | 3,74 |
|                         | Partido Socialista        | 1 376 | 25,84 / 100,00  | 5,49 |
|                         | Partido Social Democrata  | 928   | 17,43 / 100,00  | -    |
|                         | Centro Democrático Social | 231   | 4,34 / 100,00   | -    |
|                         | Outros                    | 227   | 4,26 / 100,00   |      |
| Votos Inválidos         | Votos Inválidos           | 124   | 2,32 / 100,00   | 0,29 |
| Total                   | Total                     | 5 325 | 100,00 / 100,00 |      |
| Eleitorado/Participação | Eleitorado/Participação   | 6 637 | 80,23 / 100,00  | 6,92 |

### Reguengos de Monsaraz
| Partido                 | Partido                   | Votos | %               | +/-  |
| ----------------------- | ------------------------- | ----- | --------------- | ---- |
|                         | Partido Socialista        | 2 843 | 38,12 / 100,00  | 9,00 |
|                         | Aliança Povo Unido        | 2 690 | 36,07 / 100,00  | 1,29 |
|                         | Partido Social Democrata  | 1 226 | 16,44 / 100,00  | -    |
|                         | Centro Democrático Social | 273   | 3,66 / 100,00   | -    |
|                         | Outros                    | 226   | 3,03 / 100,00   |      |
| Votos Inválidos         | Votos Inválidos           | 200   | 2,68 / 100,00   | 0,51 |
| Total                   | Total                     | 7 458 | 100,00 / 100,00 |      |
| Eleitorado/Participação | Eleitorado/Participação   | 9 134 | 81,65 / 100,00  | 4,21 |

### Vendas Novas
| Partido                 | Partido                   | Votos | %               | +/-  |
| ----------------------- | ------------------------- | ----- | --------------- | ---- |
|                         | Aliança Povo Unido        | 3 452 | 46,65 / 100,00  | 1,92 |
|                         | Partido Socialista        | 1 816 | 24,54 / 100,00  | 5,65 |
|                         | Partido Social Democrata  | 1 349 | 18,23 / 100,00  | -    |
|                         | Centro Democrático Social | 410   | 5,54 / 100,00   | -    |
|                         | Outros                    | 238   | 3,22 / 100,00   |      |
| Votos Inválidos         | Votos Inválidos           | 134   | 1,81 / 100,00   | 0,16 |
| Total                   | Total                     | 7 399 | 100,00 / 100,00 |      |
| Eleitorado/Participação | Eleitorado/Participação   | 8 741 | 84,65 / 100,00  | 3,32 |

### Viana do Alentejo
| Partido                 | Partido                   | Votos | %               | +/-     |
| ----------------------- | ------------------------- | ----- | --------------- | ------- |
|                         | Aliança Povo Unido        | 2 307 | 55,19 / 100,00  | 2,15    |
|                         | Partido Socialista        | 882   | 21,10 / 100,00  | 5,75    |
|                         | Partido Social Democrata  | 610   | 14,59 / 100,00  | -       |
|                         | Centro Democrático Social | 93    | 2,22 / 100,00   | -       |
|                         | Outros                    | 160   | 3,83 / 100,00   |         |
| Votos Inválidos         | Votos Inválidos           | 128   | 3,07 / 100,00   | Estável |
| Total                   | Total                     | 4 180 | 100,00 / 100,00 |         |
| Eleitorado/Participação | Eleitorado/Participação   | 5 035 | 83,02 / 100,00  | 5,97    |

### Vila Viçosa
| Partido                 | Partido                   | Votos | %               | +/-  |
| ----------------------- | ------------------------- | ----- | --------------- | ---- |
|                         | Aliança Povo Unido        | 2 510 | 44,18 / 100,00  | 1,57 |
|                         | Partido Socialista        | 1 633 | 28,74 / 100,00  | 7,27 |
|                         | Partido Social Democrata  | 1 002 | 17,64 / 100,00  | -    |
|                         | Centro Democrático Social | 245   | 4,31 / 100,00   | -    |
|                         | Outros                    | 193   | 3,39 / 100,00   |      |
| Votos Inválidos         | Votos Inválidos           | 98    | 1,73 / 100,00   | 0,27 |
| Total                   | Total                     | 5 681 | 100,00 / 100,00 |      |
| Eleitorado/Participação | Eleitorado/Participação   | 6 742 | 84,26 / 100,00  | 6,03 |